# Lamberto Martínez Asenjo
Lamberto Martínez Asenjo (Medinaceli, 1857-Madrid, 1927) fue un político español, diputado y senador en las Cortes de la Restauración.

## Biografía
Nació en la localidad soriana de Medinaceli en octubre de 1857. Diputado en varias ocasiones por el distrito soriano de Almazán y más adelante senador vitalicio. Falleció el 8 de enero de 1927 en Madrid y fue enterrado en Medinaceli. Políticamente llegó a adscribirse al gamacismo y fue también miembro del partido conservador. Su hermana Consuelo Martínez Asenjo fue esposa de Ricardo Morenas de Tejada y madre de Gonzalo Morenas de Tejada.